# 熊野 (宮崎市)
熊野（くまの）とは、宮崎県宮崎市の地名および大字。正式名称は大字熊野。木花地域自治区に属している。郵便番号は889-2151。

## 地理
宮崎市の南東部、清武川下流部および加江田川左岸に位置する。宮崎県総合運動公園や木崎浜があり、宮崎県におけるスポーツの中心地である。熊野の一部は宮崎学園都市として開発され、学園木花台として住居表示を実施した。
北方を郡司分、西方を清武町木原、南方を大字加江田、学園木花台北、学園木花台南と接する。

## 世帯数と人口
2023年（令和5年）3月1日現在の世帯数と人口は以下の通りである。
| 町丁 | 世帯数   | 人口   |
| ---- | -------- | ------ |
| 熊野 | 1991世帯 | 3808人 |

## 小・中学校の学区
市立小・中学校に通う場合、学区は以下の通りとなる。
| 町名 | 小学校             | 中学校             |
| ---- | ------------------ | ------------------ |
| 熊野 | 宮崎市立木花小学校 | 宮崎市立木花中学校 |

## 交通

### 鉄道
JR日南線が通過しており、木花駅、運動公園駅が設置されている。

### バス
宮交グループの運営するバスが営業している。

### 道路
- 国道220号 宮崎南バイパス
- 宮崎県道338号大久保木崎線
- 宮崎県道339号塩鶴木崎線
- 宮崎県道367号中村木崎線
- 宮崎県道368号勢田木崎線
- 宮崎県道375号学園木花台本郷北方線

## 施設
- 宮崎県総合運動公園
- 宮崎県総合運動公園硬式野球場
- 宮崎県総合運動公園第二硬式野球場
- 宮崎県総合運動公園陸上競技場
- 宮崎県総合運動公園サッカー場
- 宮崎県総合運動公園テニスコート
- 木花駅
- 運動公園駅